# 회전계
회전계(回轉計, 영어: revolution indicator, speed indicator, tachometer)는 축이 회전하는 횟수를 측정하는 계기이다.

## 원심식 회전계
회전축에 두개의 추를 가진 회전체를 장치한 구조로 되어 있다.
회전속도가 빨라질수록 원심력 때문에 추의 부분이 바깥쪽으로 퍼지려고 하여 용수철을 압축해서 용수철의 힘과 원심력이 균형을 이루는 위치에까지 이동편(移動片)이 이동되는데, 그 이동한 양을 지침에 전달시켜서 회전속도를 측정하는 것이다. 원심력은 회전속도의 제곱에 비례하므로 이 회전계의 눈금 사이는 등간격(等間隔)이 아니다. 기계적으로 튼튼하며, 온도의 영향을 받지 않는 것이 원심적 회전계의 장점이다.

## 발전기식 회전계
코일을 자장(磁場)안에서 회전시키면, 코일의 양끝에 기전력(起電力)이 생기며, 자장의 강도가 일정하면 발생 기전력은 코일의 회전속도에 비례한다. 따라서 이 코일을 회전축에 장치해 놓고 코일에 생기는 기전력을 전압계로 측정하면 축의 회전속도를 알 수 있다.
이 회전계는 같은 간격의 눈금이며, 도선(導線)에 의해서 전송할 수 있으므로 지시기(指示器), 즉 전압계와 떨어져 있는 장소의 것을 측정하기에 편리하다.

## 와전류식 회전계
알루미늄과 같은 전기의 양도체(良導體)로 되어 있는 얇은 원판(圓板)을 그 중심축에서 회전할 수 있도록 장치하고, 그 가까이서 자석(磁石)을 회전시키면 원판에 와류형의 전류가 생기고, 그 때문에 자력(磁力)도 생겨서 원판은 자석과 같은 방향으로 회전되는 힘을 받는다. 그 힘과 용수철의 힘이 균형을 이루는 각도까지 회전하여 원판은 정지한다. 원판의 회전각(回轉角)은 자석의 회전속도에 비례하므로, 측정하려는 회전축에 자석을 붙여 놓으면, 원판의 회전각을 통해서 축의 회전속도가 측정된다.